# La Magdalena de los Reyes
La Magdalena de los Reyes är en ort i Mexiko.   Den ligger i kommunen Tianguistenco och delstaten Mexiko, i den sydöstra delen av landet, 40 km sydväst om huvudstaden Mexico City. La Magdalena de los Reyes ligger 2 823 meter över havet och antalet invånare är 1 423.
Terrängen runt La Magdalena de los Reyes är huvudsakligen kuperad, men åt sydost är den bergig. Terrängen runt La Magdalena de los Reyes sluttar brant västerut. Runt La Magdalena de los Reyes är det tätbefolkat, med 356 invånare per kvadratkilometer. Närmaste större samhälle är Huixquilucan, 19,9 km norr om La Magdalena de los Reyes. Trakten runt La Magdalena de los Reyes består till största delen av jordbruksmark.